# Лаку ноћ и срећно
Лаку ноћ и срећно (енгл. Good Night, and Good Luck) је амерички црно-бели филм из 2005. сценаристе и редитеља Џорџа Клунија. Ово је драма о конфликту који је настао када је популарни амерички новинар Едвард Р. Мароу напао Џозефа Макартија, сенатора из Висконсина и његову антикомунистичку политику, али и о томе са каквим се проблемима суочавају медији када се супротставе владајућем режиму. Филм је номинован за шест Оскара, између осталих и за Оскар за најбољи филм 2005. 

## Улоге
| Глумац             | Улога           |
| ------------------ | --------------- |
| Дејвид Стратерн    | Едвард Р. Мароу |
| Џорџ Клуни         | Фред Френдли    |
| Роберт Дауни млађи | Џо Вершба       |
| Патриша Кларксон   | Ширли Вершба    |
| Френк Ланџела      | Вилијам Пејли   |
| Џеф Данијелс       | Сиг Мајкелсон   |
| Тејт Донован       | Џеси            |